# Ungarische Badmintonmeisterschaft 1970
Die Ungarische Badmintonmeisterschaft 1970 fand Ende 1970 in Budapest statt. Die Meisterschaft wurde in zwei Wettkämpfe unterteilt. An einem Wochenende wurden die beiden Einzeldisziplinen ausgetragen, an einem weiteren die drei Doppeldisziplinen.

## Die Sieger und Platzierten
| Disziplin    | Gold                                 | Silber                       | Bronze                        |
| ------------ | ------------------------------------ | ---------------------------- | ----------------------------- |
| Herreneinzel | János Cserni                         | Tamás Szulyovszky            | Ferenc Rolek                  |
| Herreneinzel | János Cserni                         | Tamás Szulyovszky            | Bela Ballmann                 |
| Dameneinzel  | Éva Cserni                           | Gertrúd Ladányi              | Erzsébet Andrekovics          |
| Dameneinzel  | Éva Cserni                           | Gertrúd Ladányi              | Erzsébet Wolf                 |
| Herrendoppel | János Cserni Tamás Szulyovszky       | Ferenc Rolek Ferenc Jászonyi | Bela Ballmann József Szentesi |
| Herrendoppel | János Cserni Tamás Szulyovszky       | Ferenc Rolek Ferenc Jászonyi | András Édes Artur Zagonyi     |
| Damendoppel  | Valéria Virágos Erzsébet Andrekovics | Éva Cserni Zsuzsa Gyulay     | Katalin Serfözö Anna Arnoth   |
| Damendoppel  | Valéria Virágos Erzsébet Andrekovics | Éva Cserni Zsuzsa Gyulay     | Gertrúd Ladányi Erzsébet Wolf |
| Mixed        | János Cserni Éva Cserni              | András Édes Erzsébet Wolf    | Bela Ballmann Valéria Virágos |
| Mixed        | János Cserni Éva Cserni              | András Édes Erzsébet Wolf    | Tamás Szulyovszky Hegedüsné   |